# Willy Perk
Willy Perk (* 27. September 1905 in Dortmund; † 9. Dezember 1991 in Berlin) war ein Politiker (KPD, SED) und Journalist.

## Weimarer Republik und Zeit des Nationalsozialismus
Willy Perk war von Beruf Schlosser. Seit 1919 war er Mitglied im Deutschen Metallarbeiterverband. Perk trat 1923 dem kommunistischen Jugendverband und 1926 der KPD bei. Er war bis zum Beginn der nationalsozialistischen Herrschaft zeitweise Jugendsekretär des kommunistischen Jugendverbandes, Gewerkschaftssekretär sowie Redakteur einer kommunistischen Jugendzeitung.
Nach 1933 war Perk aktiv in der illegalen Parteiarbeit im Parteikomitee für das Ruhrgebiet. Seit 1934 war er Mitglied des zentralen Komitees für ganz Deutschland. Im selben Jahr wurde er verhaftet und vom Volksgerichtshof wegen Vorbereitung zum Hochverrat zu einer Zuchthausstrafe von acht Jahren verurteilt. Inhaftiert war Perk im Zuchthaus Luckau, dreieinhalb Jahre als Häftling in den Emslandlagern Börgermoor, Esterwegen sowie Aschendorfermoor und bis zur Befreiung durch die Sowjetarmee im Konzentrationslager Sachsenhausen. Insgesamt war er elf Jahre in Haft während der Zeit des Nationalsozialismus. Über seine Erlebnisse in Haft veröffentlichte Perk eine Reihe von Darstellungen.

## Landespolitiker in Nordrhein-Westfalen

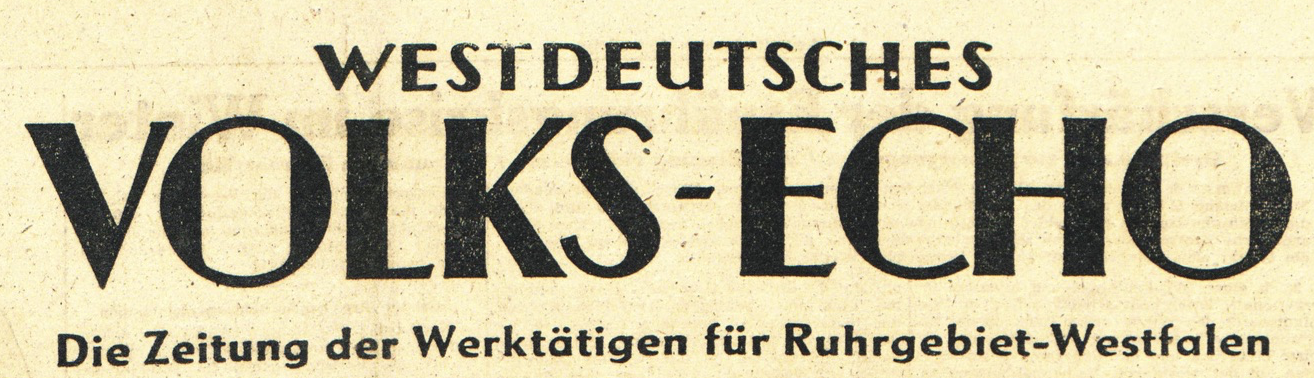
Die KPD-Zeitung Westdeutsches Volks-Echo

Nach dem Ende des Nationalsozialismus war Perk Chefredakteur von 1946 bis 1948 der kommunistischen Zeitung Westdeutsches Volksecho. Er war Mitglied der Bezirksleitung der KPD für das Ruhrgebiet, der Landesleitung für Nordrhein-Westfalen sowie der Parteileitung für die britische Zone.
Im Jahr 1946 war Perk Mitglied des Provinzialrates Westfalen sowie 1946 und 1947 Mitglied des ernannten Landtages von Nordrhein-Westfalen. In der ersten Legislaturperiode des gewählten Landtages zog er über die Landesliste in den Landtag ein. Er legte sein Mandat vorzeitig am 28. Oktober 1948 nieder.
Von 1946 bis zu ihrem Verbot 1948 war Perk Chefredakteur der KPD-Zeitung Westdeutsches Volks-Echo.

## Karriere in der DDR
Perk siedelte in die sowjetisch besetzte Zone über und wurde Mitglied der SED. Zwischen 1956 und 1959 war er Intendant des Deutschlandsenders. Außerdem war er zeitweise stellvertretender Vorsitzender des staatlichen Rundfunkkomitees. Zwischen 1959 und 1963 war er Mitglied des Präsidiums des FDGB-Bundesvorstandes und von 1959 bis 1962 Sekretär für Westarbeit. Danach war Perk von 1963 bis 1970 Sekretär und zeitweise stellvertretender Vorsitzender des Zentralausschusses der Volkssolidarität. In den Jahren 1970 bis 1975 war Perk Sekretär und Mitglied im Präsidium der Zentralleitung des Komitees der antifaschistischen Widerstandskämpfer.

## Veröffentlichungen
- Besatzungsmacht gegen Pressefreiheit: Geschichte d. Zeitung "Westdeutsches Volksecho" 7. Mai 1946 - 4. Mai 1948. Marxistische Paperbacks; 89, Verlag Marxistische Blätter, Frankfurt am Main, 1979.